# The Phantom
The Phantom, també conegut amb el nom de El Hombre Enmascarado és un personatge de ficció de còmic, es va editar per primera vegada als diaris dels estats units el 17 de febrer de 1936, amb guió de Lee Falk i dibuix de Ray Moore, de la distribució se n'encarregava King Features Syndicate. El còmic explica la vida i aventures d'un emmascarat que viu a les selves de Bengala i ha jurat de combatre totes les formes de pirateria, el jurament, el vestit que li cobreix tot el cos i una mascara que li cobreix els ulls per evitar ser identificat passa de pares a fills, els habitants de la selva pensen que és un home immortal, és per això que se'l coneix com el Fantasma o l'home que no pot morir.

## Biografia de ficció

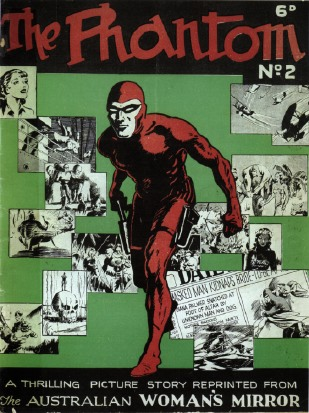
Portada d'un còmic de The Phantom

El 1525 un jove aristòcrata angles anomenat Sir Cristofer es va embarcar en un vaixell amb el seu pare per navegar pels mars més desconeguts del planeta, una vegada passat el Cap de Bona Esperança i ja al Golf de Bengala, uns pirates orientals varen atacar i abordar la nau, després d'una cruenta batalla varen vèncer els pirates i Sir Cristofer va veure com degollaven al seu pare. Un sobtat tifó va enfonsar totes les naus i el jove aristòcrata es va despertar en una platja deserta on una tribu de pigmeus el varen recollir, curar i venerar com un deu, ja que era el primer home blanc que veien.
Un temps després de ser a l'illa el mar va arrossegar cap a la platja el cos sense vida d'un home vestit amb roba europea, però de trets orientals, els pigmeus varen cremar el cadàver segons els seus rituals. Fou després d'aquest ritu que Sir Cristofer va adonar-se horroritzat que la roba del cadàver del pirata era la del seu pare, va agafar el crani del pirata entre les seves mans i va jurar que dedicaria la seva vida a combatre totes les formes de pirateria, la cobdícia cap als diners i la delinqüència. Aquest jurament es feia extensiu a tots els seus descendents, que rebien la disfressa ancestral i és així com sorgeix la llegenda de The Phantom, l'home immortal.
El Fantasma es va casar amb Diana Palmer el desembre de 1977 i la primavera de 1979 varen néixer dos bessons en Kit i l'Heloise.

## Trajectòria editorial i artística
El 17 de febrer de 1936, King Features Syndicate, una agència de premsa estatunidenca, líder en la distribució de tires de premsa, columnes periodístiques, i passatemps a milers de diaris de tot el món, va presentar les tires diàries del personatge. Amb dibuixos de Lee Falk i Guions de Ray Moore. El 28 de maig del 1939, es varen iniciar les entregues dominicals del personatge, amb una línia argumental independent de les tires diàries, l'encarregat del dibuix d'aquestes pàgines molt més matusseres que les tires diàries era l'ajudant Wilson McCoy, quan Lee Falk va ingressar a les forces aèries, fou McCoy l'encarregat de tot el dibuix del personatge. McCoy, va morir el juliol del 19614, el 29 de gener de 1962 se'n feu càrrec de les tires diàries, el dibuixant Sy Barry i des del 20 de maig d'aquell mateix any també de les pàgines dominicals.

## Dades de Publicació
Publicacions on s'ha publicat el Personatge
| Publicació / Títol    | Any de Publicació | Editorial                             | Format           | Enquadernació | Mides       | Números                          | Pàgines | Notes                                                                                                   |
| --------------------- | ----------------- | ------------------------------------- | ---------------- | ------------- | ----------- | -------------------------------- | ------- | --- |
| El Hombre Enmascarado | 1941 ?            | Hispano Americana de Ediciones, S. A. | Quadern Apaïsat  | Cartoné       | 21 x 32 cm. | 105 ordinaris + 7 extraordinaris | 20      | Col·lecció, Las Grandes Aventuras                                                                       |
| Ediciones AVENTURERO  | 1945 ?            | Hispano Americana de Ediciones, S. A. | Llibre           | Cartoné       | 21 x 32 cm  | 8                                | 80      | de 7 pessetes i 10 pessetes                                                                             |
| El Hombre Enmascarado | 1942/1943 ?       | Hispano Americana de Ediciones, S. A. | Quadern vertical | Grapa         | 37 x 26 cm  | 32                               | 12      | d'1 pesseta i 4 pessetes                                                                                |
| Extra Series          | 1950 ?            | Hispano Americana de Ediciones, S. A. | Quadern vertical | Grapa         | 24 x 17 cm  | 20                               | 36      | Als números, 7 i 19. El títol "Extra Serie" només s'indicava als crèdits i no apareixia a les portades. |
| El Hombre Enmascarado | 1952 ?            | Hispano Americana de Ediciones, S. A. | Quadern apaïsat  | Grapa         | 12 x 17 cm  | 38                               | 12      | 1,50 pessetes.                                                                                          |

## Al cinema
De The Phantom, se'n va fer una pel·lícula d'acció l'any 1996, amb Billy Zane en el paper de The Phantom, Kristy Swanson com a Diana Palmer, Catherine Zeta-Jones com a Sala, Treat Williams com a Xander Drax, James Remar com a Quill i Radmar Agana Jao com a Guran. La pel·lícula va ser dirigida per Simon Wincer.
Argument: És l'any 1938, a la selva de Bengala tots respecten la llei del Fantasma que camina (The Phantom). Una germandat de pirates està a punt d'apropiar-se de tres calaveres, amb uns poders tan excepcionals que qui les tingui podria dominar el món sencer. The Phantom, anirà a Nova York per poder aturar els criminals, i és aquí on trobarà l'amor de la seva vida.

## A la Televisió
Phantom 2040, és el nom de la sèrie de dibuixos animats amb format televisiu, aquesta sèrie estava ambientada al futur.